# Fabián González Balsa
Fabián González Balsa (* 17. August 1968 in Buenos Aires, Argentinien) ist ein argentinischer Geistlicher und römisch-katholischer Weihbischof in Río Gallegos.

## Leben
Fabián González Balsa trat in das Priesterseminar seiner Heimatstadt ein und studierte Philosophie und Theologie an der Päpstlichen Katholischen Universität von Argentinien. Am 26. November 1994 empfing er das Sakrament der Priesterweihe für das Erzbistum Buenos Aires.
Bis zum Jahr 2009 war er in der Pfarrseelsorge seiner Heimatdiözese tätig und ging anschließend als Fidei-Donum-Priester in das Bistum Río Gallegos. Hier war er ab 2019 Pfarrer und Dekan in Las Heras.
Papst Franziskus ernannte ihn am 21. Mai 2022 zum Titularbischof von Masclianae und zum Weihbischof in Río Gallegos. Der Bischof von Río Gallegos, Jorge Ignacio García Cuerva, spendete ihm am 17. September desselben Jahres im Sportkomplex David in Las Heras die Bischofsweihe. Mitkonsekratoren waren der Erzbischof von Buenos Aires, Mario Aurelio Kardinal Poli, und Ignacio Damián Medina, Weihbischof in Lomas de Zamora.